# Esbly
Esbly és un municipi francès, situat al departament de Sena i Marne i a la regió de Illa de França. L'any 2007 tenia 5.552 habitants.
Forma part del cantó de Serris, del districte de Meaux i de la Comunitat de comunes Pays Créçois.

## Demografia

### Població
El 2007 la població de fet d'Esbly era de 5.552 persones. Hi havia 2.204 famílies, de les quals 664 eren unipersonals (276 homes vivint sols i 388 dones vivint soles), 620 parelles sense fills, 740 parelles amb fills i 180 famílies monoparentals amb fills.
La població ha evolucionat segons el següent gràfic:
Habitants censats

### Habitatges
El 2007 hi havia 2.510 habitatges, 2.287 eren l'habitatge principal de la família, 98 eren segones residències i 125 estaven desocupats. 1.771 eren cases i 722 eren apartaments. Dels 2.287 habitatges principals, 1.676 estaven ocupats pels seus propietaris, 547 estaven llogats i ocupats pels llogaters i 64 estaven cedits a títol gratuït; 130 tenien una cambra, 351 en tenien dues, 385 en tenien tres, 588 en tenien quatre i 833 en tenien cinc o més. 1.734 habitatges disposaven pel capbaix d'una plaça de pàrquing. A 1.210 habitatges hi havia un automòbil i a 800 n'hi havia dos o més.

### Piràmide de població
La piràmide de població per edats i sexe el 2009 era:
| Homes | Edats   | Dones |
| ----- | ------- | ----- |
| 0     | 95 o +  | 4     |
| 4     | 90 a 94 | 11    |
| 46    | 85 a 89 | 37    |
| 16    | 80 a 84 | 40    |
| 68    | 75 a 79 | 97    |
| 67    | 70 a 74 | 65    |
| 76    | 65 a 69 | 96    |
| 93    | 60 a 64 | 124   |
| 176   | 55 a 59 | 123   |
| 236   | 50 a 54 | 250   |
| 229   | 45 a 49 | 204   |
| 183   | 40 a 44 | 192   |
| 165   | 35 a 39 | 211   |
| 198   | 30 a 34 | 199   |
| 181   | 25 a 29 | 215   |
| 168   | 20 a 24 | 146   |
| 149   | 15 a 19 | 137   |
| 176   | 10 a 14 | 184   |
| 166   | 5 a 9   | 155   |
| 177   | 0 a 4   | 132   |

## Economia
El 2007 la població en edat de treballar era de 3.828 persones, 2.949 eren actives i 879 eren inactives. De les 2.949 persones actives 2.753 estaven ocupades (1.392 homes i 1.361 dones) i 196 estaven aturades (91 homes i 105 dones). De les 879 persones inactives 307 estaven jubilades, 328 estaven estudiant i 244 estaven classificades com a «altres inactius».

### Ingressos
El 2009 a Esbly hi havia 2.404 unitats fiscals que integraven 6.004,5 persones, la mediana anual d'ingressos fiscals per persona era de 22.669 €.

### Activitats econòmiques
Dels 218 establiments que hi havia el 2007, 1 era d'una empresa extractiva, 3 d'empreses alimentàries, 1 d'una empresa de fabricació de material elèctric, 7 d'empreses de fabricació d'altres productes industrials, 26 d'empreses de construcció, 39 d'empreses de comerç i reparació d'automòbils, 11 d'empreses de transport, 11 d'empreses d'hostatgeria i restauració, 4 d'empreses d'informació i comunicació, 10 d'empreses financeres, 10 d'empreses immobiliàries, 33 d'empreses de serveis, 43 d'entitats de l'administració pública i 19 d'empreses classificades com a «altres activitats de serveis».
Dels 60 establiments de servei als particulars que hi havia el 2009, 1 era una gendarmeria, 1 oficina de correu, 4 oficines bancàries, 2 tallers de reparació d'automòbils i de material agrícola, 1 taller d'inspecció tècnica de vehicles, 1 establiment de lloguer de cotxes, 5 autoescoles, 4 paletes, 2 guixaires pintors, 4 fusteries, 2 lampisteries, 2 electricistes, 2 empreses de construcció, 7 perruqueries, 8 restaurants, 9 agències immobiliàries, 1 tintoreria i 4 salons de bellesa.
Dels 21 establiments comercials que hi havia el 2009, 2 eren supermercats, 4 botiges de menys de 120 m², 2 fleques, 1 una fleca, 1 una carnisseria, 1 una botiga de congelats, 2 llibreries, 3 botigues de roba, 1 una botiga d'equipament de la llar, 1 una botiga de material de revestiment de parets i terra, 1 una perfumeria i 2 floristeries.

## Equipaments sanitaris i escolars
El 2009 hi havia 2 farmàcies i 3 ambulàncies.
El 2009 hi havia 2 escoles maternals i 2 escoles elementals. Esbly disposava d'un col·legi d'educació secundària amb 760 alumnes.

## Poblacions més properes
El següent diagrama mostra les poblacions més properes.